# Schloss Ramholz

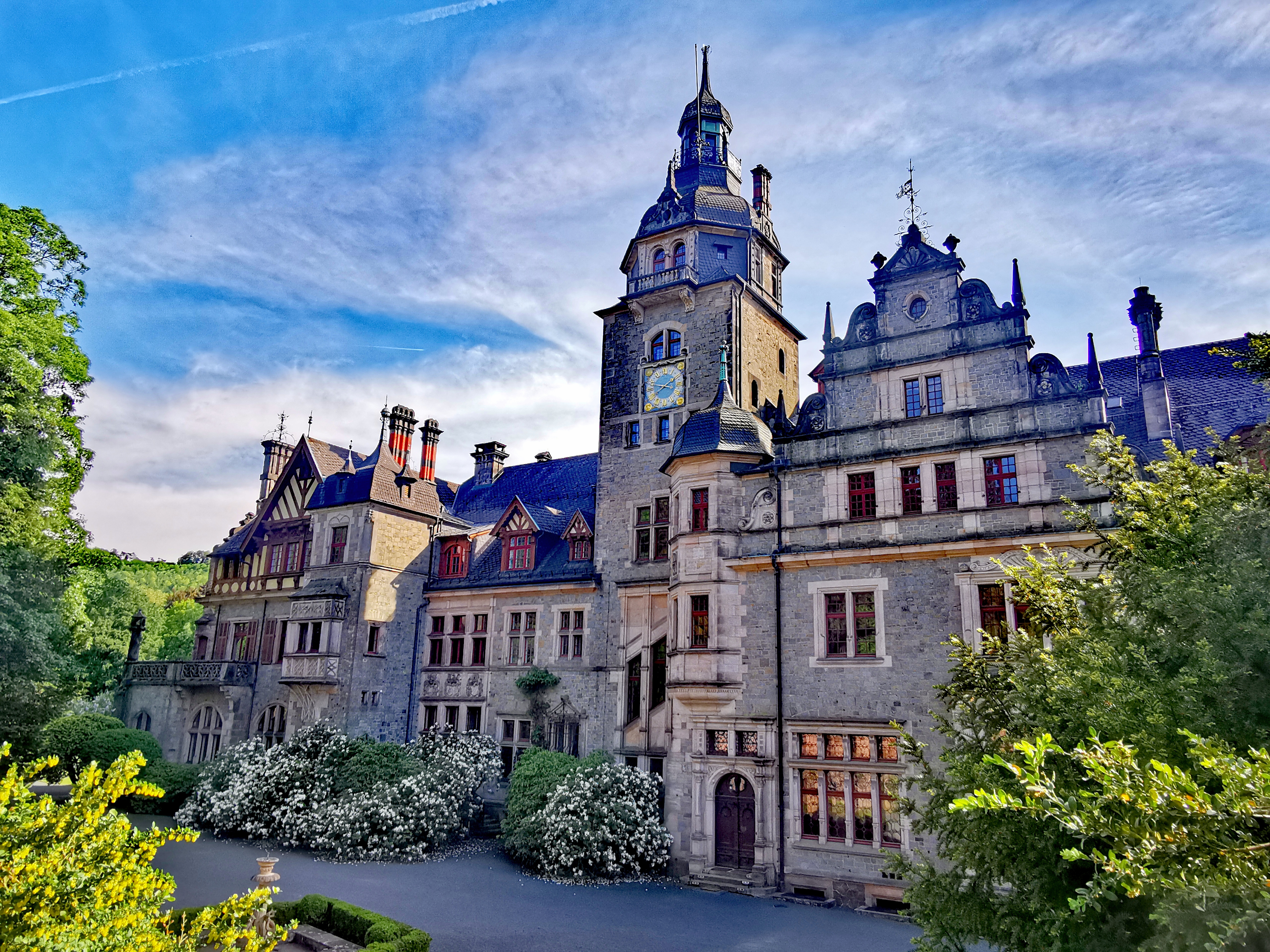
Schloss Ramholz von Norden gesehen

Schloss Ramholz liegt mit dem historischen Landschaftspark Ramholz im Weiler Ramholz des Stadtteils Vollmerz der Stadt Schlüchtern. Schloss und Park sind Kulturdenkmäler nach dem Hessischen Denkmalschutzgesetz.

## Eigentümer
- 1482–1698 Familie von Hutten[1]
- 1698–1790 Grafen von Degenfeld[1]
- 1790–1883 Haus Ysenburg-Büdingen-Büdingen[2]
- 1883–1910 Hugo Rudolf Freiherr von Stumm-Ramholz[3]
- 1910–1917 Marguerite von Kühlmann, Freifrau von Stumm-Ramholz (Tochter von Hugo Rudolf Freiherr von Stumm-Ramholz)[4]
- 1917–1977 Knut von Kühlmann Freiherr von Stumm-Ramholz (Sohn von Marguerite Freifrau von Stumm-Ramholz)[3]
- 1977–1997 Jutta von Kühlmann Freifrau von Stumm-Ramholz (Witwe von Knut von Kühlmann Freiherr von Stumm-Ramholz)
- 1997–2008 Magnus von Kühlmann (Sohn von Knut von Kühlmann Freiherr von Stumm-Ramholz)[3]
- 2008–2014 Maximilian von Kühlmann (Sohn von Magnus von Kühlmann)[3]
- Seit 2014 Unternehmer Fan[5] aus Shanghai, China[6]

## Schloss

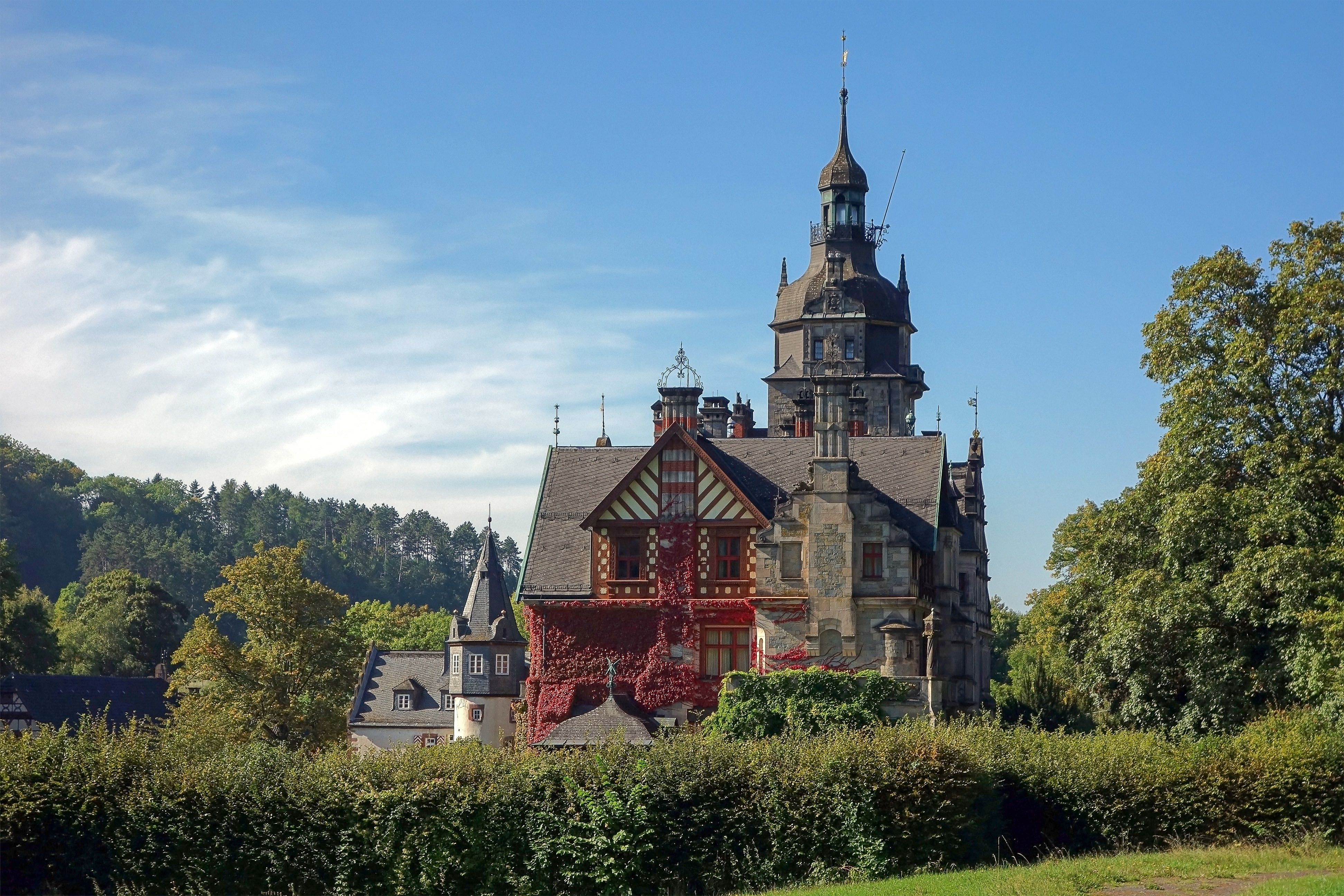
Schloss Ramholz

Es wurde 1167 erstmals als Herrenhof (curia) derer von Steckelberg erwähnt. 1501 wurde dort als Wohnsitz der Familie von Hutten, der die Anlage seit 1482 gehörte, ein neues Gebäude errichtet, das „Alte Schloss“. Das Huttenschloss ist als Teil von Schloss Ramholz erhalten und wartet mit architektonischen Besonderheiten wie Staffelgiebeln und Treppenturm auf. 1698 erbten die Grafen von Degenfeld das Anwesen. 1790 gelangte das Schloss mit 1800 Hektar Ländereien in den Besitz des Hauses Ysenburg-Büdingen-Büdingen.
Ab 1883 befand sich die Anlage im Eigentum der Unternehmerfamilie Stumm und deren Nachfahren. Hugo Freiherr von Stumm stand zeitlebens im Wettbewerb mit seinen Brüdern Ferdinand Eduard von Stumm und Carl Ferdinand von Stumm. Da die Brüder prächtige Schlösser auf ihren Landsitzen erbauten (Schloss Rauischholzhausen und Schloss Halberg), ließ Hugo von Stumm 1893–1896 von den Münchner Architekten Emanuel und Gabriel von Seidl dem Alten Schloss einen Neubau hinzufügen, ebenso einen Wirtschaftshof unter Einbeziehung von Gebäuden aus dem 18. Jahrhundert sowie Wohnhäuser für die Angestellten und ein Maschinenhaus zur Stromversorgung des Anwesens. Das Schloss mit seinen 80 Zimmern ist im Stil des Historismus erbaut und vereinigt Elemente von Gotik, Renaissance, Barock, Klassizismus und Jugendstil. In der ehemaligen Orangerie befand sich von 1997 bis 2014 ein Restaurant.
Ludovica Freifrau von Stumm, die Ehefrau des Erbauers, stand mit namhaften Künstlern in Verbindung – unter ihnen der Dresdner Impressionist Robert Sterl –, lud sie nach Ramholz ein und erwarb manche ihrer Werke für das Schloss. Ein Porträt von Ludovica von Stumm fertigte Philipp Alexius de László, international führender Porträtmaler der Zeit. Eine Porträtbüste der Freifrau von Stumm, geschaffen von dem Bildhauer Ferdinand Seeboeck, hat im gestifteten Schlüchterner Krankenhaus ihre Aufstellung gefunden. Seit 1901 versah der Maler Felix Muche-Ramholz, ausgebildet im Verwaltungs- und Rechnungswesen, die Rentmeisterstelle in der Freiherr von Stummschen Guts- und Forstverwaltung.
Das in Privatbesitz der Nachkommen von Kühlmann-Stumm befindliche Schloss wurde 2012 der Öffentlichkeit durch Führungen für kurze Zeit zugänglich gemacht. 2012 wurde es für 7 Millionen Euro zum Kauf angeboten. Im Jahr 2014 wurde das Schloss von einem chinesischen Investor erworben.

## Park
Die etwa 80 Hektar große Anlage des Landschaftsparks ist eine der bedeutendsten des Historismus in Deutschland. Der Entwurf stammt von dem schwedischen Landschaftsgärtner Jens Person Lindahl (1843–1887) und dem Obergärtner Felix Schnetzer. Die gesamte das Schloss umgebende Landschaft einschließlich der Burg Steckelberg ist in die Gestaltung einbezogen. Kleinarchitekturen schmücken den Park, darunter ein aus Würzburg dorthin translozierter Pavillon von Balthasar Neumann. Stumm ließ zunächst das Pförtnerhaus (späteres Forsthaus) an der zum Schloss führenden Lindenallee bauen. Weiter zählt dazu die unweit des Schlosses um 1910 im Wald errichtete und im Jugendstil bemalte Gruftkapelle.
In der Anfangszeit war der Park für die Öffentlichkeit nicht zugänglich und wurde nur an bestimmten Tagen in Ausnahmefällen geöffnet. In den 1960er Jahren öffnete Knut von Kühlmann-Stumm den Park ganzjährig für die Bevölkerung. In den 2000er Jahren wurde ein großer Teil der Ländereien sowie der dritte Parkabschnitt mit allen Gebäuden an einen anderen Privatbesitzer verkauft.
Der Naturpark Hessischer Spessart sowie der Landschaftsarchitekt Hans Dorn aus Frankfurt am Main bieten hin und wieder Führungen durch den verbliebenen öffentlichen Teil des Parks an. Die Gartenanlagen dicht um das Schloss sind nicht zugänglich.
Im Sommer 2013 wurden Pläne der RhönEnergie Fulda bekannt, in Zusammenarbeit mit einem örtlichen Waldbesitzer den Kamm des Talkessels mit zehn Windrädern zu bebauen. Dagegen hatte sich eine Bürgerinitiative gebildet.

## Galerie: Gruftkapelle

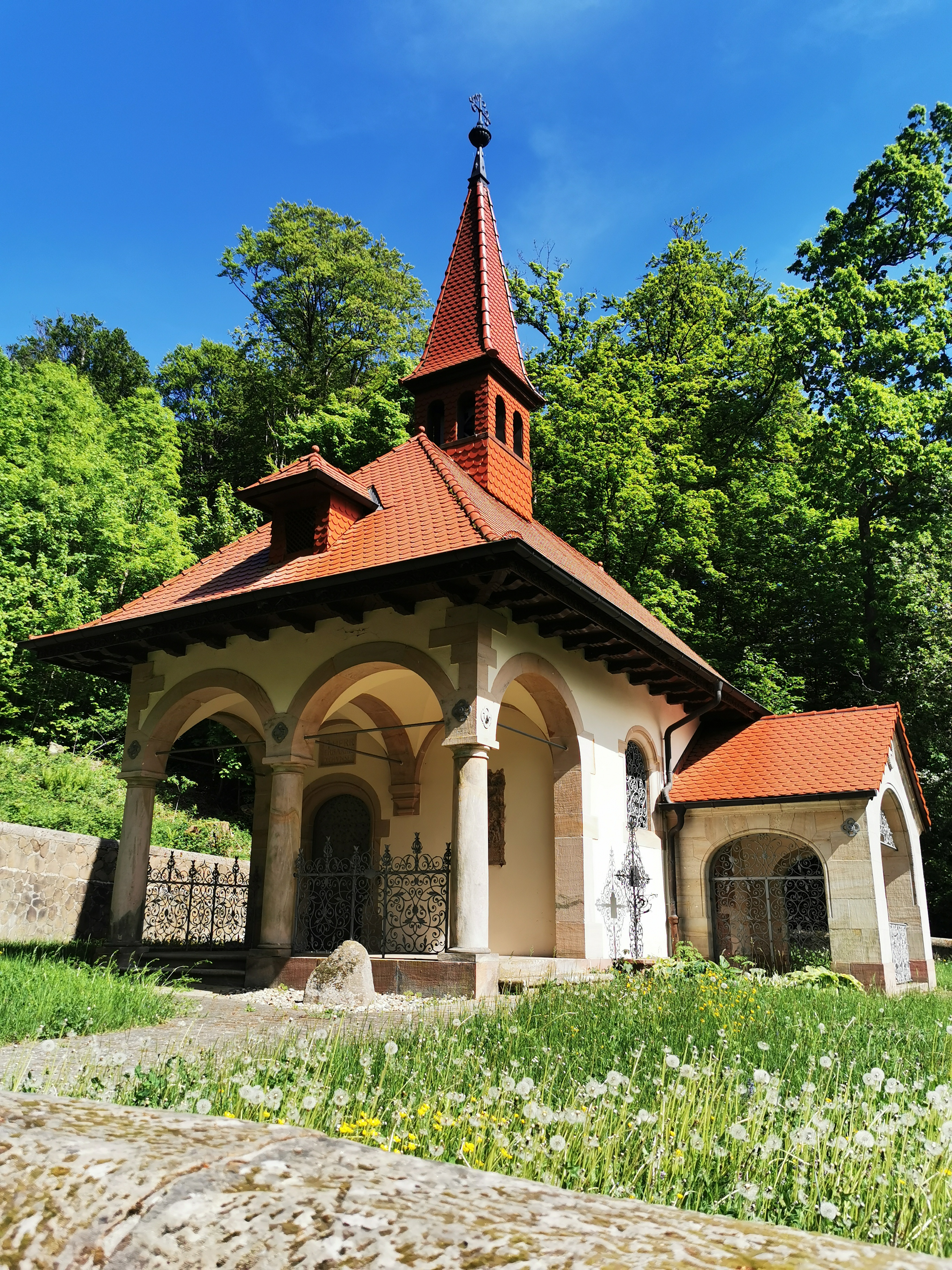
Gruftkapelle im Park Ramholz
Apsis mit Evangelistensymbolen
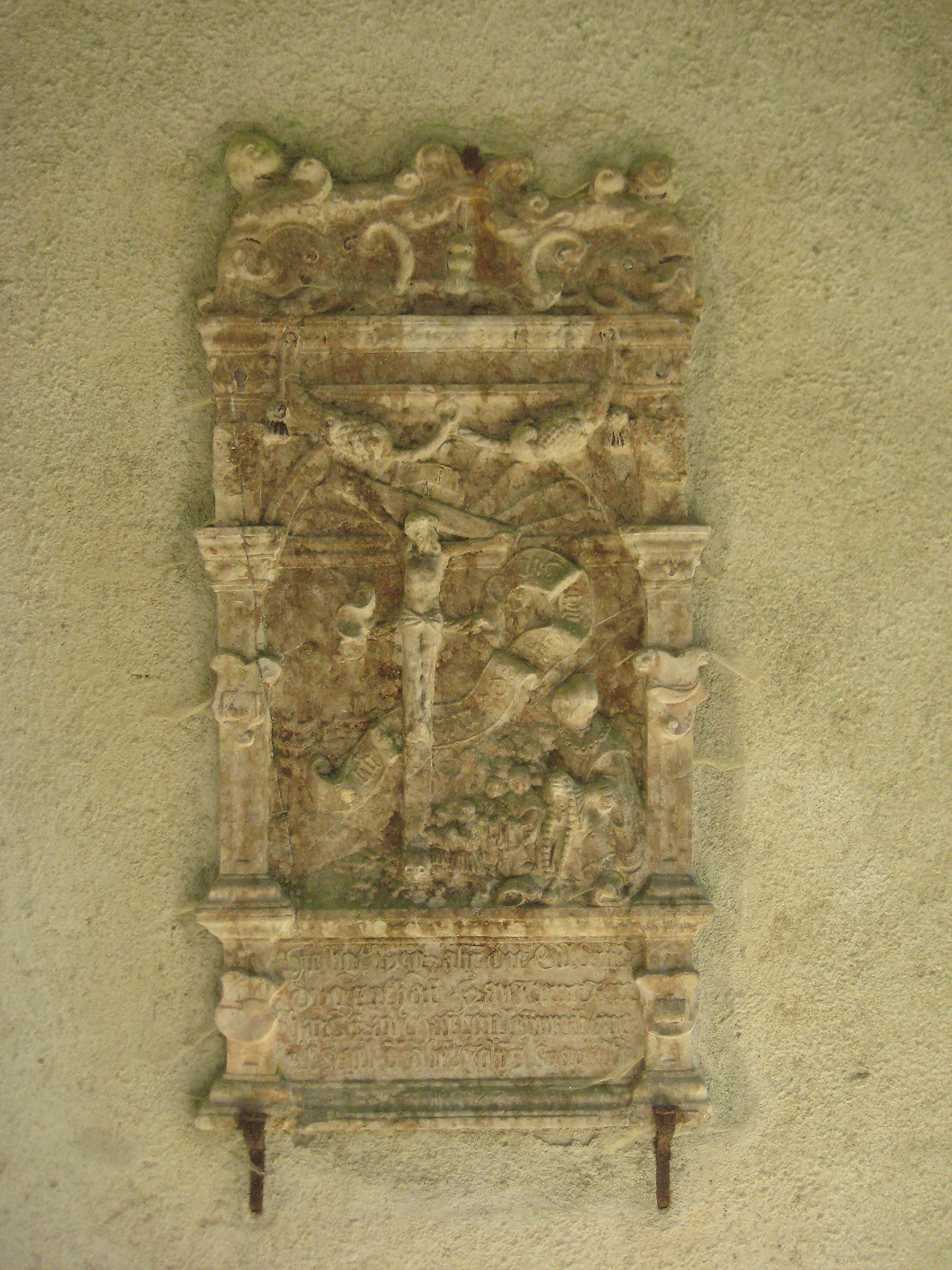
Grabtafel mit Stiftern
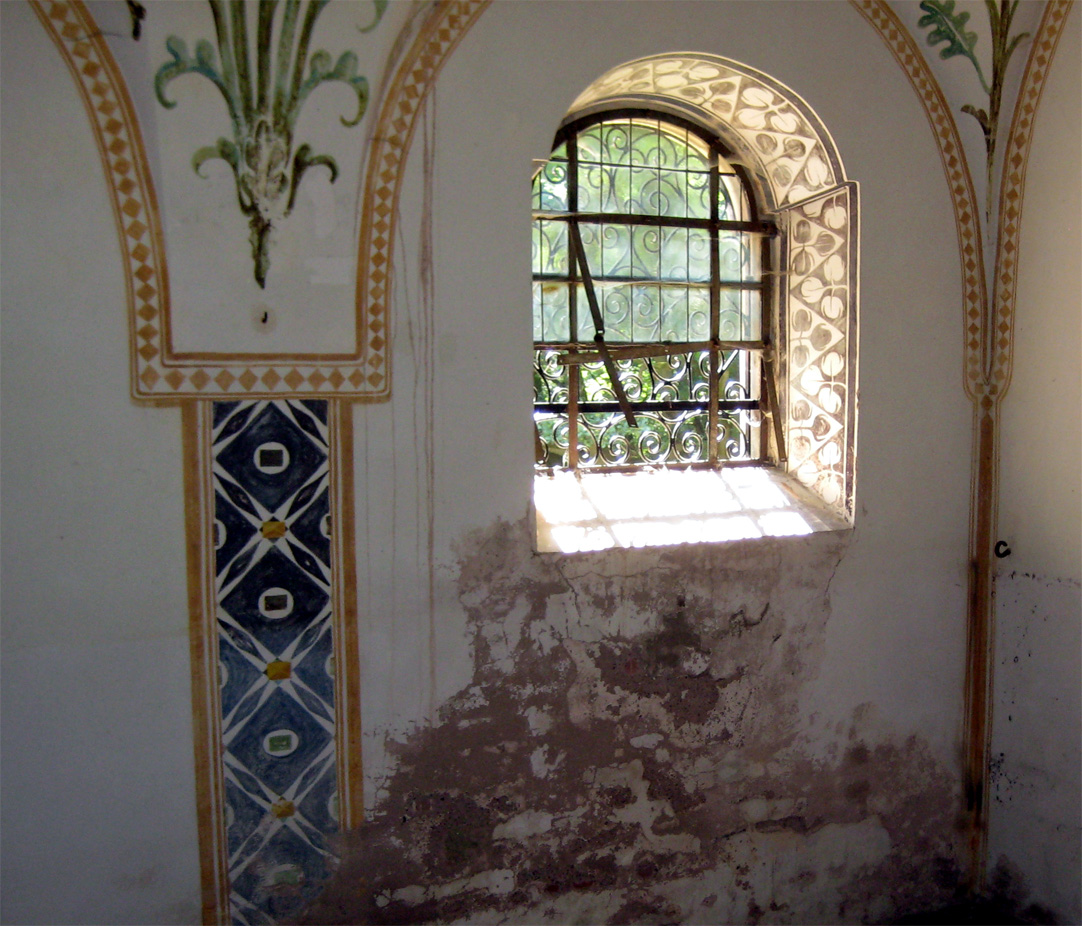
Fresken Südwand